# Камішіма
Камі-шіма — острів в центрі Японії що адміністративно є частиною міста Тоба префектури Міе. Найбільший з островів Тоба. Розташований в Бухті Іса. Назва перекладається як острів камі (сінтоїстського божества) через святиню Яцусіро Дзідзя. Має два храми та один молитовний дім. Раніше називався Каджіма.
На острові було написано роман Юкіо Місіми Звуки хвиль 1954. Кілька разів острів був місцем для зйомок.
Площа — 0,76 кілометра.
Населення — 534 особи.
| Японія | Це незавершена стаття з географії Японії. Ви можете допомогти проєкту, виправивши або дописавши її. |